# Elezione papale del 1292-1294

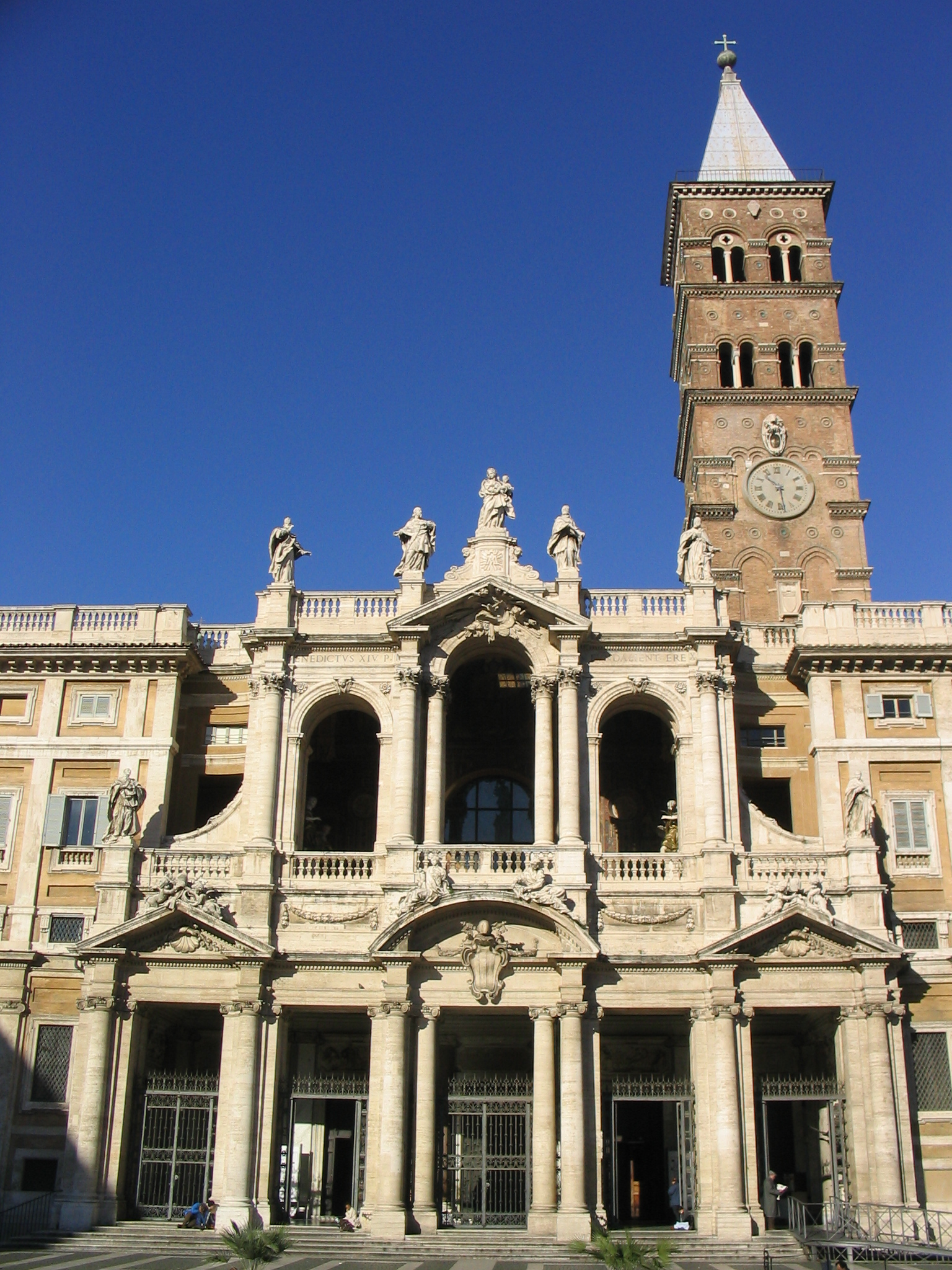
Basilica di Santa Maria Maggiore

L'elezione papale del 1292–1294 fu l'ultima elezione di un papa che non prese la forma di un conclave (in cui gli elettori sono chiusi in isolamento cum clave -con la chiave- e non possono andarsene fino a quando il nuovo Vescovo di Roma non è stato eletto). Dopo la morte di papa Niccolò IV avvenuta il 4 aprile 1292, gli undici cardinali superstiti (il dodicesimo morì durante la sede vacante) discussero per più di due anni prima di eleggere il terzo non-cardinale dei sei eletti papi durante il Tardo Medioevo, Pietro da Morrone, che prese il nome di Papa Celestino V.
Fonti contemporanee fanno pensare che Pietro abbia esitato ad accettare l'elezione quando la notizia della decisione dei cardinali lo raggiunse nel suo eremo di montagna. La sua vita ascetica lo lasciò largamente impreparato per le responsabilità quotidiane del papa, cosicché cadde rapidamente sotto l'influenza del re di Napoli Carlo II d'Angiò, per l'insoddisfazione anche dei cardinali filo-angioini all'interno del Collegio Cardinalizio. Quello stesso anno, il 13 dicembre, Celestino abdicò.

## Svolgimento

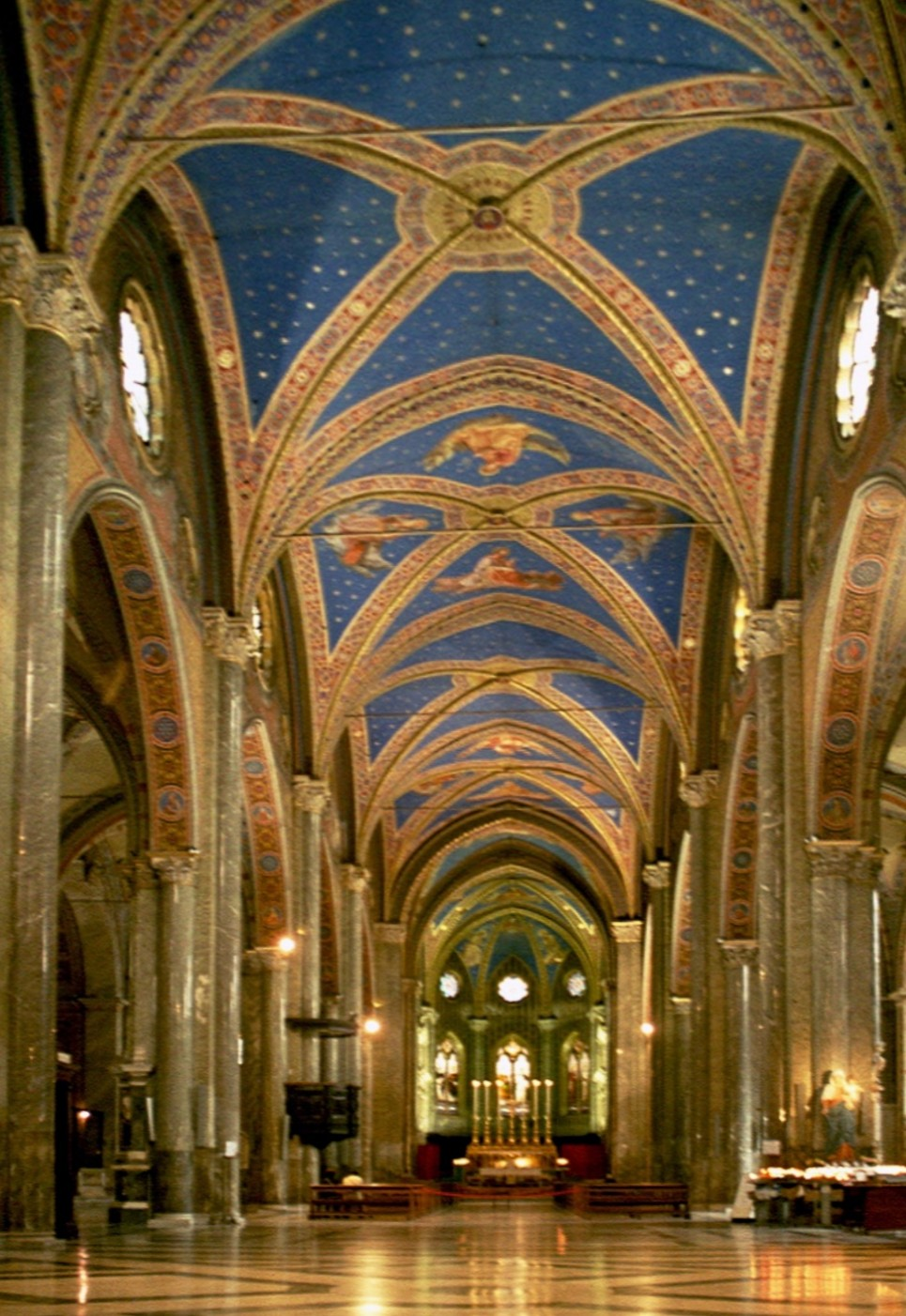
Santa Maria sopra Minerva

Gli undici elettori erano divisi piuttosto equamente tra le due fazioni degli Orsini e dei Colonna, due delle più potenti famiglie romane dell'epoca, guidate rispettivamente da Matteo Orsini e Giacomo Colonna. I tre cardinali Orsini erano filo-francesi e filo-angioini, mentre i due Colonna erano sostenitori delle pretese aragonesi in Sicilia. Giacomo II d'Aragona aveva finanziato i Colonna, ma non si sa se la simonia sia realmente accaduta.
Dopo dieci giorni di ballottaggio a Roma, senza che alcun candidato raggiungesse il requisito dei due terzi, i cardinali si riunirono nuovamente a giugno, trasferendosi dalla Basilica di Santa Maria Maggiore a Santa Maria sopra Minerva. Dopo che un'epidemia di peste colpì la città durante l'estate (tra le vittime vi fu il cardinal Cholet), si dispersero fino a settembre inoltrato. I cardinali non romani si recarono a Rieti (ad eccezione di Caetani, che tornò nella natia Anagni), mentre i cardinali romani rimasero in città. Il ballottaggio si protrasse fino alla successiva estate, con i disordini che a Roma si incrementavano in maniera drammatica (anche per gli standard di una sede vacante, durante la quale, sulla base del biblico esempio di Barabba, tutti i prigionieri venivano rilasciati). La morte dei recentemente eletti Senatori Agapito Colonna e Orso Orsini attorno alla Pasqua del 1293 esacerbò ulteriormente l'anarchia che dominava la città, che era stata segnata dalla distruzione dei palazzi, l'uccisione di pellegrini, e il saccheggio delle chiese. Dopo l'estate del 1293, i cardinali si dispersero e stabilirono di riunirsi a Perugia il 18 ottobre.
Il Collegio continuava a deliberare senza risultati a Perugia, dove dovettero affrontare Carlo II d'Angiò nel marzo del 1294. Per l'estate del 1294, i cardinali avevano cominciato a separarsi, rimanendo solo in sei a Perugia per il loro ultimo incontro, quando fu letta una lettera inviata da un eremita, Pietro del Morrone, che sosteneva che Dio gli aveva rivelato che i cardinali sarebbero stati puniti per ogni ulteriore ritardo. Latino Malabranca Orsini, il cardinale decano, improvvisamente candidò Pietro —che doveva essere ben conosciuto dai cardinali come un personaggio in fama di santità— e gli altri cardinali rapidamente accettarono e riconvocarono gli elettori che se ne erano andati per acconsentire.
Il consenso fu raggiunto il 5 luglio 1294, quando Pietro del Morrone fu eletto. Come con l'elezione di Gregorio X nel 1271, la scelta di un non cardinale, in questo caso un "eremita ottuagenario", fu vista come l'unica maniera di rompere la situazione di stallo tra i cardinali. Anche quell'elezione avrebbe potuto concludersi con la scelta di un eremita, se San Filippo Benizi non fosse fuggito per evitare la sua elezione, dopo aver esortato i cardinali alla velocità nelle loro deliberazioni.

## Incoronazione

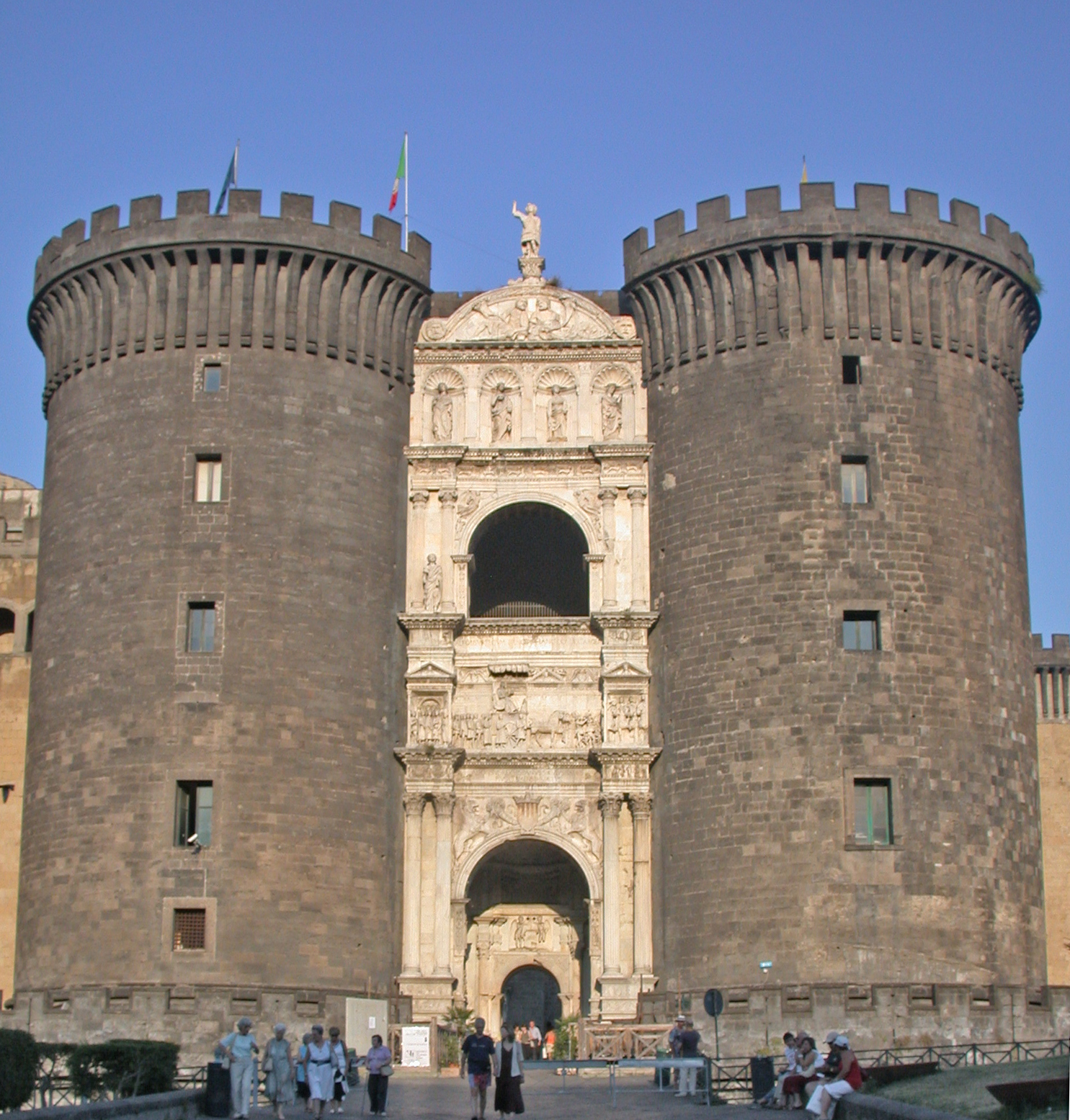
Castel Nuovo di Napoli, dove Celestino V prese residenza

Pietro Colonna e tre vescovi portarono a Pietro la notizia della sua elezione sul suo eremo. Le fonti contemporanee pongono molta enfasi nell'evidenziare la sua riluttanza ad accettare; per esempio, Francesco Petrarca menziona il suo tentativo di fuggire.
Invece di giungere a Perugia (il sito dell'elezione), Celestino insistette affinché i cardinali lo raggiungessero all'Aquila (in territorio napoletano) per la sua incoronazione, piuttosto che attraversare i confini dello Stato Pontificio. Imitando l'entrata di Cristo a Gerusalemme, Celestino cavalcò un asino, tenuto per le briglie da Carlo II d'Angiò e suo figlio Carlo Martello d'Angiò , fino alla basilica di Santa Maria di Collemaggio, da lui stesso fondata qualche anno prima e che era la cattedrale più vicina al suo eremo. Latino Orsini morì il 10 agosto a Perugia, ma molti degli altri cardinali avevano avuto un ripensamento percependo l'influenza angioina sul nuovo papa. Poiché solo tre cardinali erano presenti alla cerimonia il 29 agosto, la si è ripetuta pochi giorni dopo quando ne arrivarono di più, rendendo Celestino l'unico papa ad essere incoronato due volte.
L'influenza angioino-napoletana su Celestino fu evidente sin dal suo primo concistoro, durante il quale creò dodici cardinali, inclusi sette francesi e tre (o cinque) napoletani. Questa è stata la prima volta nella storia in cui un singolo concistoro aveva piegato il Collegio cardinalizio così decisamente in una direzione nazionalista. I cardinali che non erano francesi o angioini erano stati membri dell'ordine di Celestino. Celestino si trasferì anche a Castel Nuovo a Napoli, dove continuò a vivere più come un eremita fino alle sue dimissioni, come auspicato da numerosi cardinali romani, tra cui Benedetto Caetani (il quale, un ex avvocato, gli suggerì di pubblicare prima un decreto che stabiliva la legittimità di una abdicazione.) Caetani, eletto Papa Bonifacio VIII a seguito dell'abdicazione di Celestino, procedette ad imprigionare Celestino mentre la legalità della sua abdicazione rimaneva un argomento di primo piano. Celestino morì prigioniero nel 1296.

## Conseguenze
Prima di abdicare, Celestino reintrodusse la Ubi Periculum, la costituzione apostolica di papa Gregorio X, che ha regolato tutte le successive elezioni papali secondo le norme del conclave. Due possono essere considerate delle possibili eccezioni, anche se aderirono alle leggi del conclave in larga misura: il Concilio di Costanza, che elesse papa Martino V al termine dello Scisma d'Occidente, e il conclave del 1799-1800, per cui papa Pio VI sospese la Ubi Periculum a causa delle interferenze di Napoleone Bonaparte.

## Cardinali elettori
Dodici cardinali presero parte all'elezione, ma uno, Jean Cholet, morì prima che si concludesse.
| Elettore                       | Paese              | Titolo cardinalizio                                                                                | Ruolo                                                                                             | Nascita  | Concistoro |
| ------------------------------ | ------------------ | -------------------------------------------------------------------------------------------------- | ------------------------------------------------------------------------------------------------- | -------- | ---------- |
| Latino Malabranca Orsini, O.P. | Stato Pontificio   | Cardinale vescovo di Ostia e Velletri                                                              | Decano del Sacro Collegio; Inquisitore Generale Cardinal nipote di Niccolò III                    | 1235     | 12/03/1278 |
| Gerardo Bianchi                | Parma              | Cardinale vescovo di Sabina                                                                        | Legato pontificio in Sicilia; Auditore delle lettere apostoliche                                  | 1220 ca. | 12/03/1278 |
| Giovanni Boccamazza            | Stato Pontificio   | Cardinale vescovo di Frascati                                                                      | Legato pontificio emerito in Germania, Scandinavia, Boemia, Polonia; Cardinal nipote di Onorio IV | 1250 ca. | 22/12/1285 |
| Matteo d'Acquasparta, O.F.M.   | Stato Pontificio   | Cardinale vescovo di Porto e Santa Rufina                                                          | Gran Penitenziere                                                                                 | 1240     | 16/05/1288 |
| Jean Cholet                    | Regno di Francia   | Cardinale presbitero del titolo di S. Cecilia                                                      | Cardinale protopresbitero                                                                         |          | 12/04/1281 |
| Benedetto Caetani              | Stato Pontificio   | Cardinale presbitero del titolo dei Ss. Silvestro e Martino                                        | Cardinale protopresbitero; futuro Papa Bonifacio VIII                                             | 1230 ca. | 12/04/1281 |
| Hugues Aycelin de Billom, O.P. | Regno di Francia   | Cardinale presbitero del titolo di Santa Sabina                                                    | Docente di Teologia                                                                               | 1230 ca. | 16/05/1288 |
| Pietro Peregrosso, O.F.M.      | Signoria di Milano | Cardinale presbitero del titolo di S. Marco                                                        | Camerlengo del Sacro Collegio cardinalizio                                                        | 1225 ca. | 16/05/1288 |
| Matteo Rubeo Orsini            | Stato Pontificio   | Cardinale diacono di Santa Maria in Portico e presbitero in commendam di Santa Maria in Trastevere | Cardinale protodiacono; Arciprete della Basilica Vaticana                                         | 1230 ca. | 22/05/1262 |
| Giacomo Colonna                | Stato Pontificio   | Cardinale diacono di Santa Maria in Via Lata                                                       | Arciprete della Basilica Liberiana                                                                | 1250     | 12/03/1278 |
| Napoleone Orsini               | Stato Pontificio   | Cardinale diacono di Sant'Adriano al Foro                                                          | Cappellano papale; Auditore della Sacra Rota Romana                                               | 1260 ca. | 16/05/1288 |
| Pietro Colonna                 | Stato Pontificio   | Cardinale diacono di Sant'Eustachio                                                                | Protettore dell'Ordine degli Eremitani di Sant'Agostino                                           | 1260     | 16/05/1288 |